# Châteauneuf-sur-Sarthe
Pour les articles homonymes, voir Châteauneuf.
Châteauneuf-sur-Sarthe est une ancienne commune française située dans le département de Maine-et-Loire, en région Pays de la Loire, devenue le 1er janvier 2019 une commune déléguée de la commune nouvelle des Hauts-d'Anjou.

## Géographie
Commune de la partie orientale du Segréen, Châteauneuf-sur-Sarthe se situe en rive droite de la Sarthe, sur les routes D 859, Cherré - Daumeray, D 89, Contigné - Étriché, D 108, Brissarthe - Cheffes et D 770, Champigné - Châteauneuf sur Sarthe.

### Hydrographie
La rivière la Sarthe traverse le territoire et une écluse est également présente en ville.

### Urbanisme
En 2009 on trouvait 1 322 logements dont 91 % étaient des résidences principales, pour une moyenne sur le département de 91 %, et dont 55 % des ménages en étaient propriétaires.

### Transports
La commune est également desservie par une ligne d’autobus, la ligne 411, Angers - Châteauneuf-sur-Sarthe - Miré, du réseau interurbain des Pays de la Loire Aléop, qui passe par Cantenay-Épinard, Feneu, Champigné, Châteauneuf-sur-Sarthe, Contigné et Miré.
Elle est proche de la gare ferroviaire d'Étriché - Châteauneuf, située sur la ligne électrifiée Le Mans - Angers.

## Toponymie
Châteauneuf-sur-Sarthe a porté plusieurs noms durant l'histoire. Avant la création de Châteauneuf, l'emplacement du village portait le nom de Séronnes, nom emprunté au prieuré. Le village a ensuite porté les noms de Castrum-Novum puis Castellum-Novum, ou bien encore Château-Nof-sus-Savete. Le nom de Châteauneuf est adopté en 1370 par ordonnance royale, et ne sera changé qu'une seule fois après l'adoption, durant la Révolution, ou la commune porte le nom de Mont-Sarthe.

## Histoire
Les seigneurs de Châteauneuf-sur-Sarthe :
En 1204, le sénéchal Guillaume des Roches, sire de Sablé par son mariage avec Marguerite, reçut du roi Philippe Auguste la terre de Châteauneuf en récompense de son dévouement à la cause capétienne contre Jean sans Terre (le sénéchal avait quitté le parti anglais à partir de 1199, après la mort de Richard Cœur de Lion, pour rallier d'abord Arthur de Bretagne, puis le roi Philippe). Sa fille aînée Jeanne des Roches, Dame de Sablé, Briolé, Châteauneuf-sur-Sarthe, Précigné et Brion, épousa Amaury Ier, Seigneur de Craon, de Champtocé, d'Ingrande, de Candé, de Segré, de Durtal, de Baugé, du Lude, mort le 12/05/1226.
Lointain héritier et descendant des Craon, Louis Ier de La Trémoille naît vers 1429/1431 et meurt en 1483, Seigneur de Sully, de Craon, de Châteauneuf-sur-Sarthe de 1446 à 1457, Vicomte de Thouars, Prince de Talmont, fils de Catherine de l'Isle-Bouchard et de Georges Ier de La Trémoille (né vers 1385-† 1446 ; sa mère Marie de Sully était l'héritière des Craon et des Sully en tant que petite-fille d'Isabelle de Craon et arrière-petite-fille d'Henri de Sully), et frère aîné de Georges II de La Trémoïlle (vers 1430/1437-vers 1481) qui avait d'abord reçu Châteauneuf.
Après Louis Ier de La Trémoïlle vinrent son fils aîné le vicomte de Thouars Louis II (1460-† à Pavie en 1525), père de Charles de Talmont (1485-prédécédé à Marignan en 1515), père de François (1505-1541), qui laissa à ses fils Louis III (1521-1577 ; 1er duc de Thouars) et Claude de Noirmoutier († 1566 ; seigneur de Châteauneuf à partir de novembre 1550 par le partage auquel consentit son frère aîné Louis ; le roi Henri II le fit baron de Châteauneuf le 13 février 1556).
Les La Trémoïlle-Noirmoutier gardèrent la baronnie de Châteauneuf pendant un siècle : François (né vers 1560-1608 ; marquis de Noirmoutier, fils de Claude), père de Louis (1586-1613), père d'autre François (1613-1616) et d'autre Louis (1612-1666). Le 10 juin 1655, ce dernier vendit la baronnie, avec Roche d'Iré, à Abel Servien (1593-1659), marquis de Sablé, sgr. de Boisdauphin et de Meudon, surintendant des finances, suivi de son fils Louis-François (1644-1710) qui aliéna le 20 mai 1681 à Anne Hervart († 1700 ; fils de Barthélemy ; protecteur de La Fontaine qui mourut chez lui à Paris, maître des requêtes et conseiller au Parlement), pour 80 000 livres (vente annulée le 2 mai 1701 en Conseil d'Etat privé).
Louis-François Servien, criblé de dettes, voit sa terre de Châteauneuf mise en adjudication le 30 mars 1707 au profit de Jean Goujon (vers 1660-1730), traitant, conseiller-secrétaire du roi, mari en 1683 de Claude-Henriette Donneau de Visé (1659-1737 ; cousine germaine de Jean), qui agrandit et rénove le château à partir de 1709. Lui succède son fils Jean-Prosper Goujon de Gasville et d'Yville (1684-1755), intendant de la généralité de Rouen, époux d'Anne Faucon de Ris : il vend la baronnie le 28 mars 1741 à Sébastien Cohon du Parc de Juvardeil (1681-† le 27 octobre 1741), dont la fille Elisabeth Cohon transmet à son mari Denis-Michel Amelot de Chaillou, marquis de Gué-Péan (1696-1773 ; frère cadet de Jean-Jacques).
Denis-Michel Amelot, colonel du régiment à son nom[réf. nécessaire], devient marquis de Châteauneuf en mars 1750, et il est suivi par son fils Denis-Jean Amelot, 2e marquis de Châteauneuf (1739-1791), frère aîné de l'évêque Sébastien-Michel, conseiller du roi et au Parlement, dernier sgr. de Châteauneuf et de Juvardeil, qui agrandit et embellit le château.
Châteauneuf-sur-Sarthe fut chef-lieu de district de 1790 à 1795.
Pendant la guerre de 1870, 91 habitants du canton de Châteauneuf perdent la vie. Un monument aux morts est érigé. Durant la Première Guerre mondiale, 54 habitants perdent la vie, et durant la Seconde Guerre mondiale, 8 habitants sont tués.
À la suite du vote des conseils municipaux de Châteauneuf-sur-Sarthe et des Hauts d'Anjou le 13 novembre 2018, la commune de Châteauneuf-sur-Sarthe fusionne avec celle des Hauts d'Anjou le 1er janvier 2019. Elle en devient alors le siège.

## Politique et administration

### Administration municipale

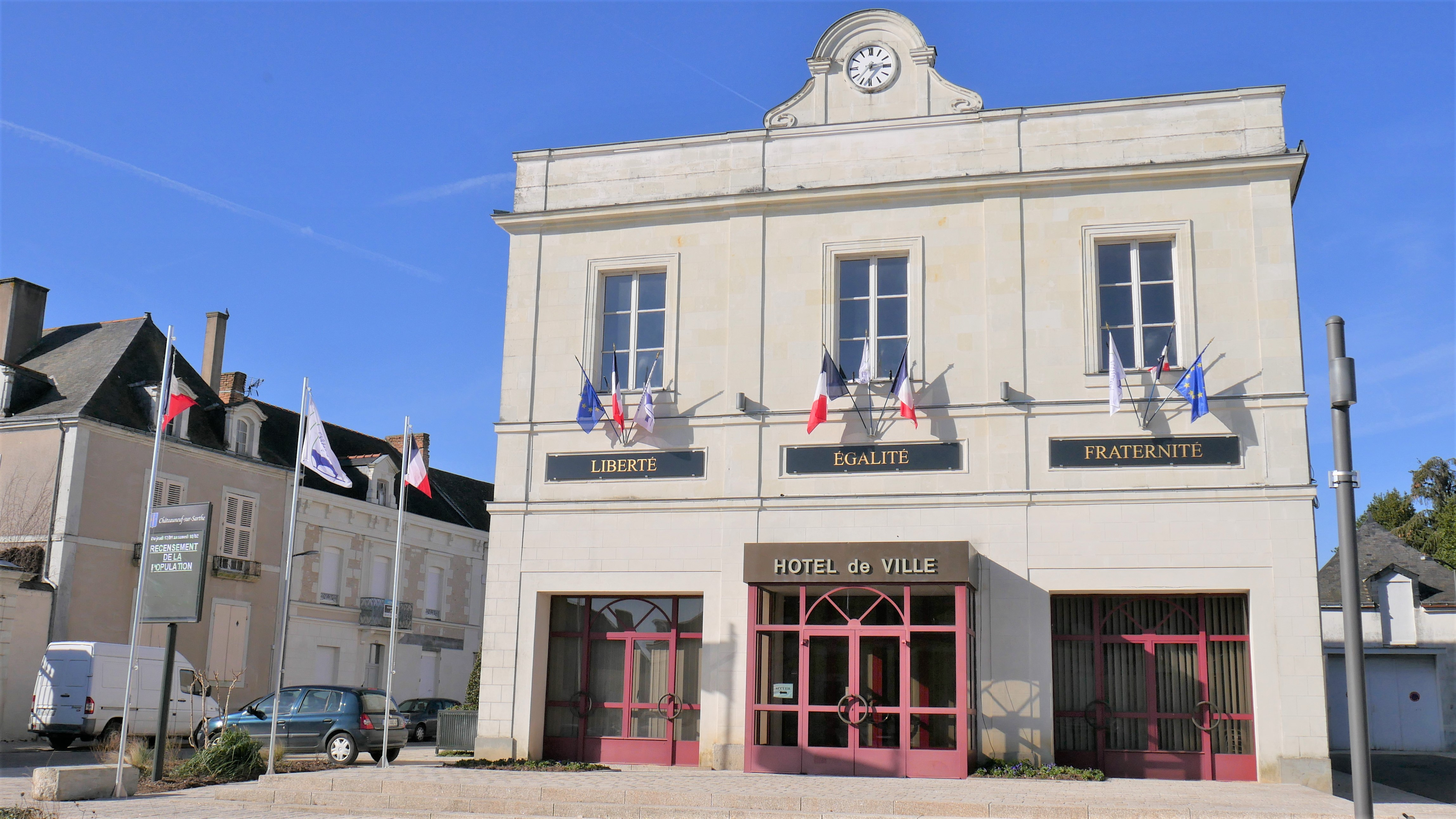
L'Hôtel de Ville des Hauts-d'Anjou à Châteauneuf-sur-Sarthe.

#### Administration actuelle
| Période      | Période                   | Identité                 | Étiquette | Qualité                         |
| ------------ | ------------------------- | ------------------------ | --------- | ------------------------------- |
| janvier 2019 | En cours (au 27 mai 2020) | Marc-Antoine Driancourt, | SE        | Consultant et gérant de société |

#### Administration ancienne

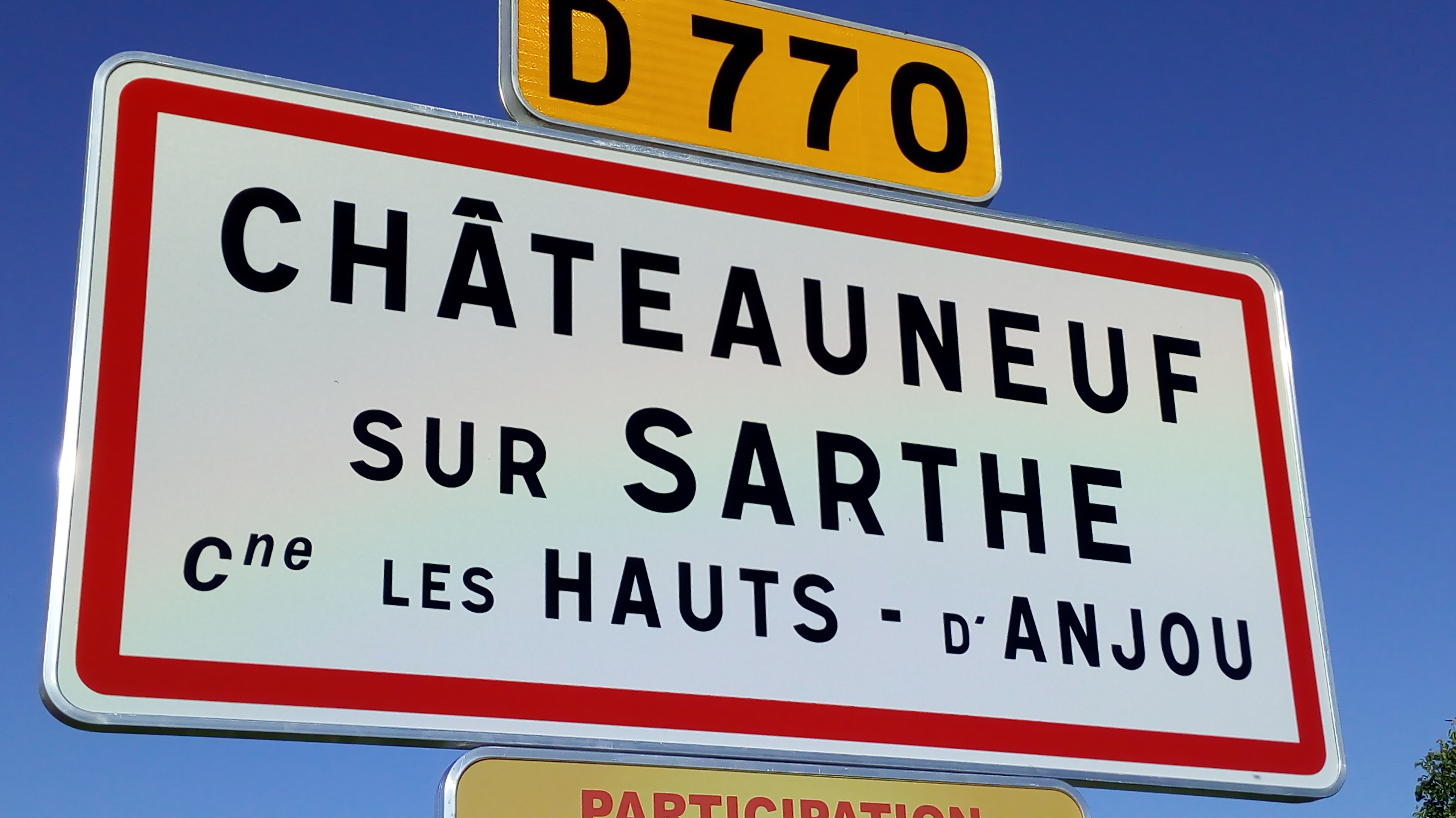
Panneau d'indication d'entrée du village.

| Période                                  | Période               | Identité                | Étiquette | Qualité |
| ---------------------------------------- | --------------------- | ----------------------- | --------- | --- |
| Les données manquantes sont à compléter. |                       |                         |           | |
| mai 1904                                 | mai 1912              | Pierre Cochet           |           | |
| mai 1912                                 | décembre 1919         | Alphonse Cochet         |           | |
| décembre 1919                            | octobre 1947          | Maurice Robert          |           | |
| octobre 1947                             | mai 1953              | Pierre Bodart           |           | |
| mai 1953                                 | août 1953 (démission) | Ernest Houdebine        |           | |
| août 1953                                | mars 1965             | Henri Bodinier          |           | |
| mars 1965                                | mars 1971             | Jacques Peuch           | UDR       | Médecin Suppléant du député Jean Narquin (1968 → 1978)                                                                                    |
| mars 1971                                | mars 1989             | Edmond Forestier        |           | Vétérinaire |
| mars 1989                                | mars 2001             | Yves Constantin         | UDF-CDS   | Vétérinaire retraité Conseiller général (1988 → 2001) Président du SIVOM (1990 → 1996) puis de la CC du Pays de Châteauneuf (1997 → 2001) |
| mars 2001                                | novembre 2017         | Maurice Jarry           | UMP       | Menuisier retraité |
| février 2018                             | décembre 2018         | Marc-Antoine Driancourt | SE        | Consultant et gérant de société |

### Intercommunalité
La commune était membre avant 2017 de la communauté de communes du Haut-Anjou, elle-même membre du syndicat mixte Pays de l'Anjou bleu, Pays segréen, puis le 1er janvier 2017 de la communauté de communes des Vallées du Haut-Anjou, créée de la fusion des intercommunalités du Haut-Anjou, d'Ouest-Anjou et du Lion-d'Angers. Le 1er janvier 2019, la commune nouvelle des Hauts-d'Anjou entraîne sa substitution dans les établissements de coopération intercommunale.

### Autres circonscriptions
Jusqu'en 2014, Châteauneuf-sur-Sarthe est chef-lieu du canton de Châteauneuf-sur-Sarthe, et fait partie de l'arrondissement de Segré. Ce canton compte alors quinze communes. C'est l'un des quarante-et-un cantons que compte le département ; circonscriptions électorales servant à l'élection des conseillers généraux, membres du conseil général du département. Dans le cadre de la réforme territoriale, un nouveau découpage territorial pour le département de Maine-et-Loire est défini par le décret du 26 février 2014. La commune est alors rattachée au canton de Tiercé, avec une entrée en vigueur au renouvellement des assemblées départementales de 2015.

## Population et société

### Démographie
L'évolution du nombre d'habitants est connue à travers les recensements de la population effectués dans la commune depuis 1793. Pour les communes de moins de 10 000 habitants, une enquête de recensement portant sur toute la population est réalisée tous les cinq ans, les populations de référence des années intermédiaires étant quant à elles estimées par interpolation ou extrapolation. Pour la commune, le premier recensement exhaustif entrant dans le cadre du nouveau dispositif a été réalisé en 2004.

En 2016, la commune comptait 3 218 habitants, en évolution de +6,7 % par rapport à 2010 (Maine-et-Loire : +2,12 %, France hors Mayotte : +2,11 %).
| 1793  | 1800 | 1806  | 1821  | 1831  | 1836  | 1841  | 1846  | 1851  |
| ----- | ---- | ----- | ----- | ----- | ----- | ----- | ----- | ----- |
| 1 193 | 916  | 1 222 | 1 167 | 1 391 | 1 415 | 1 326 | 1 504 | 1 518 |

| 1856  | 1861  | 1866  | 1872  | 1876  | 1881  | 1886  | 1891  | 1896  |
| ----- | ----- | ----- | ----- | ----- | ----- | ----- | ----- | ----- |
| 1 583 | 1 548 | 1 683 | 1 618 | 1 627 | 1 620 | 1 508 | 1 500 | 1 439 |

| 1901  | 1906  | 1911  | 1921  | 1926  | 1931  | 1936  | 1946  | 1954  |
| ----- | ----- | ----- | ----- | ----- | ----- | ----- | ----- | ----- |
| 1 402 | 1 327 | 1 413 | 1 286 | 1 246 | 1 279 | 1 223 | 1 301 | 1 306 |

| 1962  | 1968  | 1975  | 1982  | 1990  | 1999  | 2004  | 2006  | 2009  |
| ----- | ----- | ----- | ----- | ----- | ----- | ----- | ----- | ----- |
| 1 338 | 1 665 | 2 061 | 2 555 | 2 370 | 2 409 | 2 607 | 2 656 | 2 972 |

| 2014  | 2016  | - | - | - | - | - | - | - |
| ----- | ----- | - | - | - | - | - | - | - |
| 3 137 | 3 218 | - | - | - | - | - | - | - |

#### Pyramide des âges (2008)
La population de la commune est relativement âgée. Le taux de personnes d'un âge supérieur à 60 ans (26,9 %) est en effet supérieur au taux national (21,8 %) et au taux départemental (21,4 %).
À l'instar des répartitions nationale et départementale, la population féminine de la commune est supérieure à la population masculine. Le taux (51,5 %) est du même ordre de grandeur que le taux national (51,9 %).
La répartition de la population de la commune par tranches d'âge est, en 2008, la suivante :
- 48,5 % d’hommes (0 à 14 ans = 22,9 %, 15 à 29 ans = 16,6 %, 30 à 44 ans = 20,1 %, 45 à 59 ans = 16,3 %, plus de 60 ans = 24,1 %) ;
- 51,5 % de femmes (0 à 14 ans = 19,7 %, 15 à 29 ans = 15,2 %, 30 à 44 ans = 19 %, 45 à 59 ans = 16,6 %, plus de 60 ans = 29,5 %).

| Hommes | Classe d’âge | Femmes |
| ------ | ------------ | ------ |
| 0,7    | 90 ans ou +  | 2,1    |
| 8,8    | 75 à 89 ans  | 12,0   |
| 14,6   | 60 à 74 ans  | 15,4   |
| 16,3   | 45 à 59 ans  | 16,6   |
| 20,1   | 30 à 44 ans  | 19,0   |
| 16,6   | 15 à 29 ans  | 15,2   |
| 22,9   | 0 à 14 ans   | 19,7   |

| Hommes | Classe d’âge | Femmes |
| ------ | ------------ | ------ |
| 0,4    | 90 ans ou +  | 1,1    |
| 6,3    | 75 à 89 ans  | 9,5    |
| 12,1   | 60 à 74 ans  | 13,1   |
| 20,0   | 45 à 59 ans  | 19,4   |
| 20,3   | 30 à 44 ans  | 19,3   |
| 20,2   | 15 à 29 ans  | 18,9   |
| 20,7   | 0 à 14 ans   | 18,7   |

### Enseignement

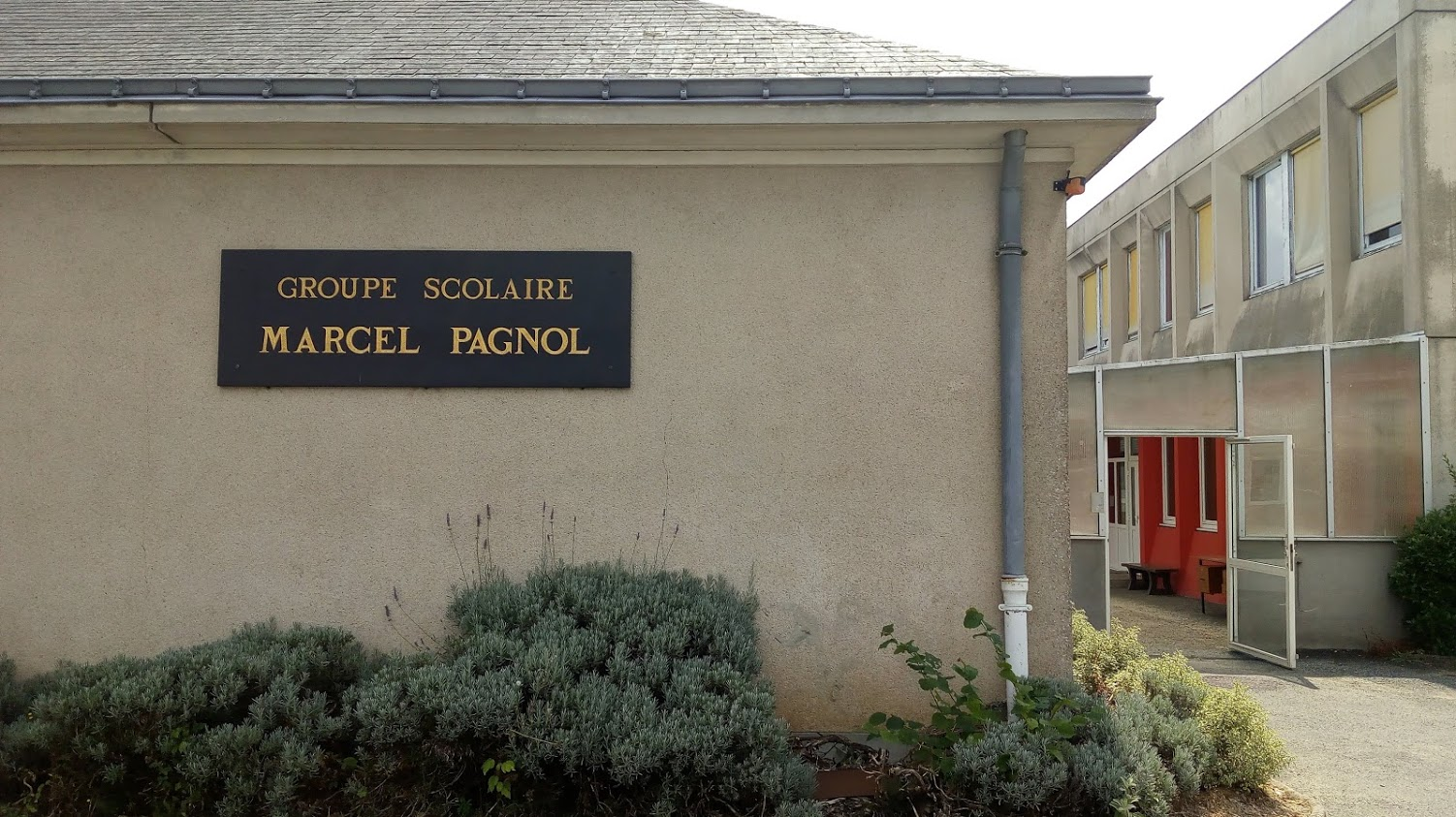
L'école élémentaire Marcel Pagnol.

Il y a quatre établissements scolaires à Châteauneuf-sur-Sarthe :
- L'école maternelle et élémentaire Marcel Pagnol, qui est un établissement public ;
- L'école maternelle et élémentaire Saint-Joseph, qui est un établissement catholique privé membre de l'enseignement catholique de Maine-et-Loire ;
- Le collège Jacques Prévert, qui est un établissement public ;
- Le collège Saint-François, qui est un établissement catholique privé membre de l'enseignement catholique de Maine-et-Loire.

### Équipements culturels
- École de musique de l'Anjou bleu.

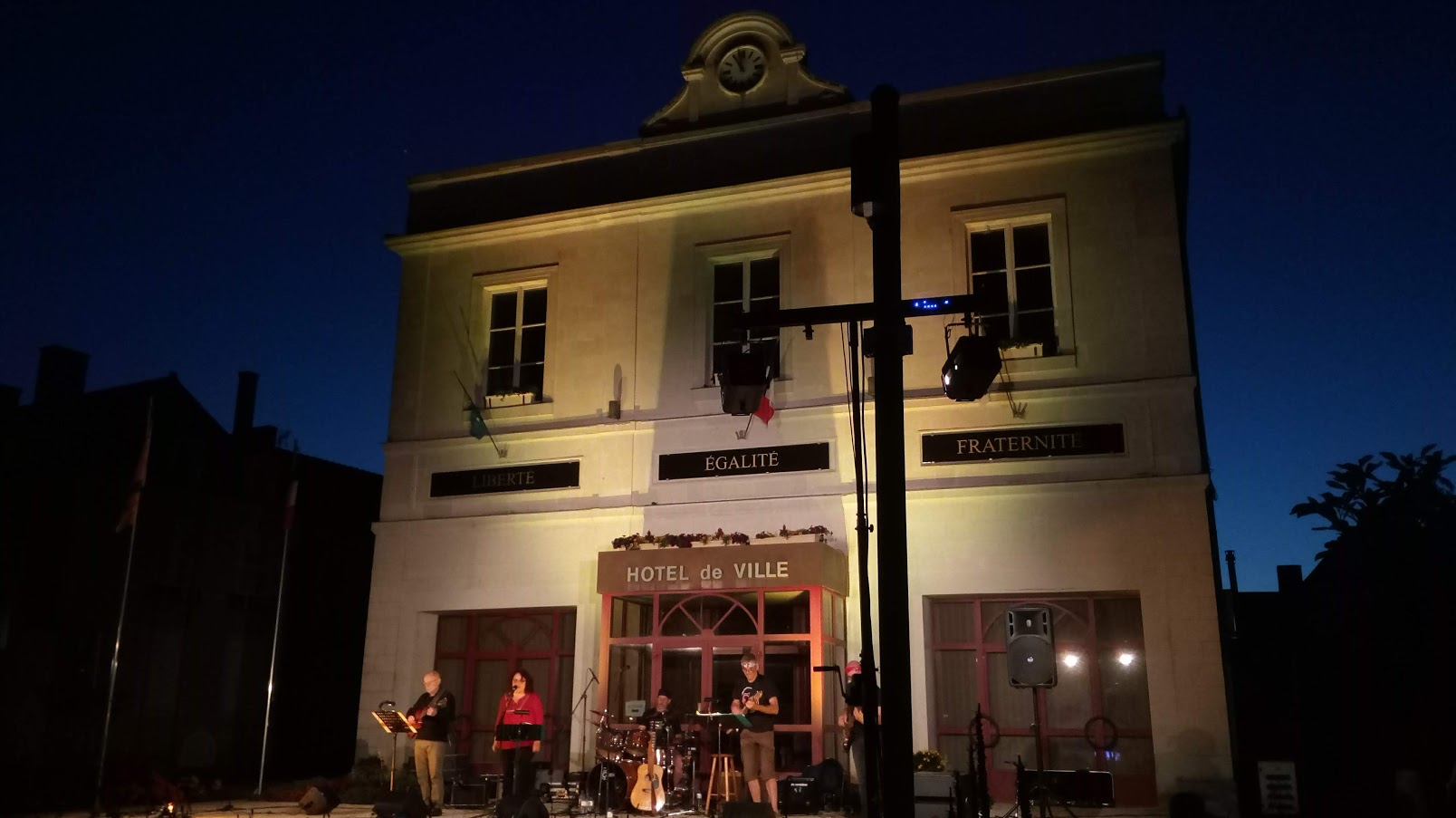
La Fête de la musique à Châteauneuf sur Sarthe, devant l’hôtel de ville.

- Bibliothèque municipale l'attirelire.
- Une salles des fêtes, la Cigale, et une salle de spectacle, l’Entrepôt.

### Manifestations culturelles et festivités
Foliklores, qui se déroule à Segré mais aussi dans plusieurs autres lieux de l'Anjou Bleu, comme Châteauneuf-sur-Sarthe.
Plusieurs fêtes nationales tel que le 14 juillet ou la fête de la musique sont aussi fêtés, ainsi que des événements sportifs.

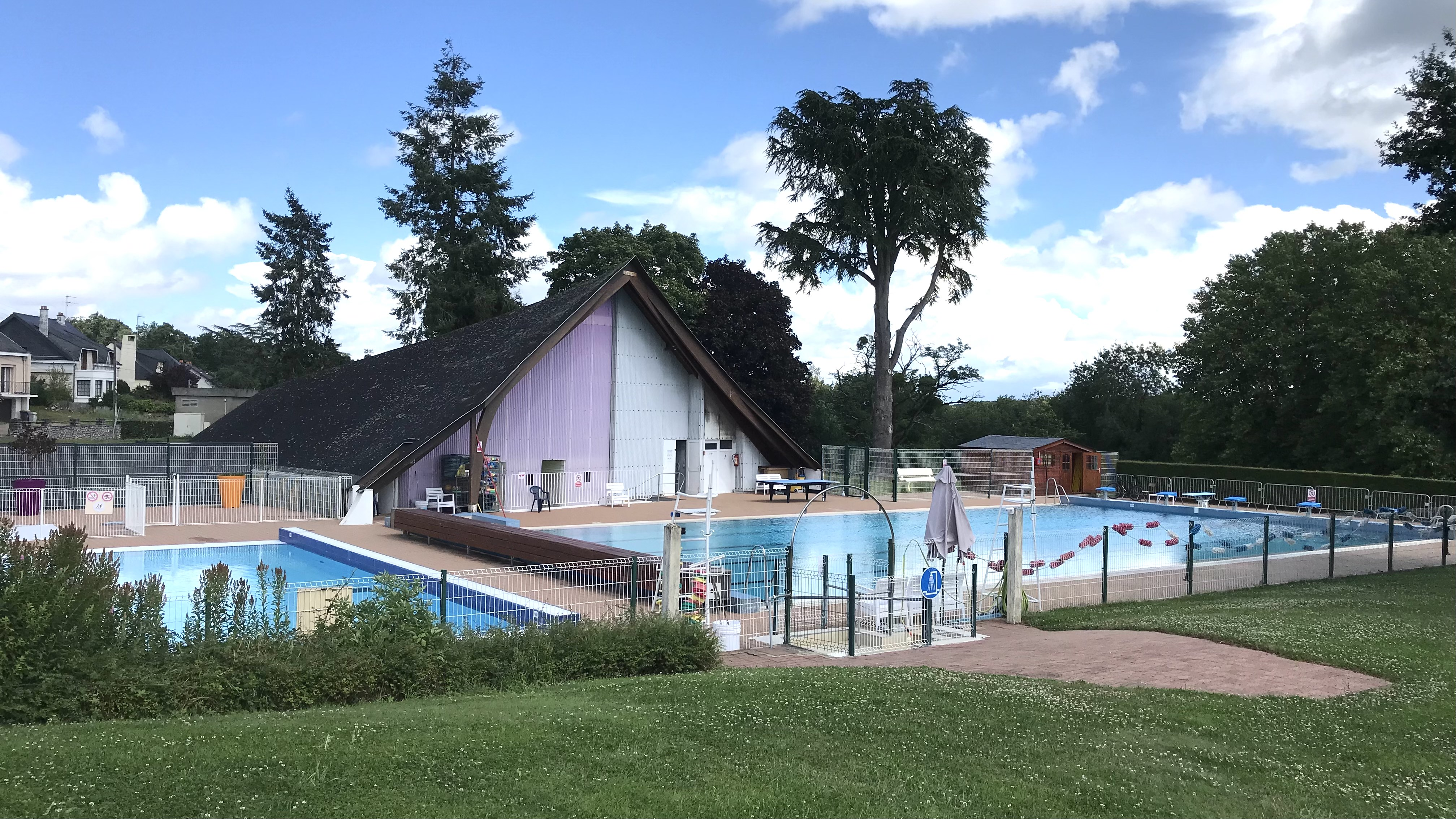
La piscine municipale.

### Sports
Équipements et activités sportives sur la commune :
- Une piscine d'été municipale, ouverte durant la période estivale ;
- Un sentier pédestre, le sentier du Margas (6,7 km) ;
- Un parc des sports comprenant deux salles multisports (le COSEC et le Carré bleu), deux stades de football (herbe et stabilisé), deux terrains de tennis, un terrain multisports, une salle de gymnastique/yoga, de musculation et des pistes d'athlétisme (400 mètres et piste de saut en longueur) ;
- Un dojo et une salle de danse.
- Une piste de cyclo-cross.

### Santé
Une maison de santé est présente sur le territoire de Châteauneuf-sur-Sarthe, réunissant douze professionnels: trois médecins généralistes, quatre infirmiers, deux orthophonistes, un pédicure-podologue et un ostéopathe.
Une maison de retraite (E.H.P.A.D.) est aussi présente sur son territoire.

### Tourisme
L'infrastructure touristique de Châteauneuf est composé notamment d'un camping-car parc payant situé sur les bords de Sarthe, mais également de gîtes. La commune possède aussi un musée, la maison de la rivière, qui a fermé ses portes en 2018 avec l'office de tourisme, et qui ouvre occasionnellement et gratuitement, pendant les vacances d'été ou pour les journées du patrimoine.

## Économie

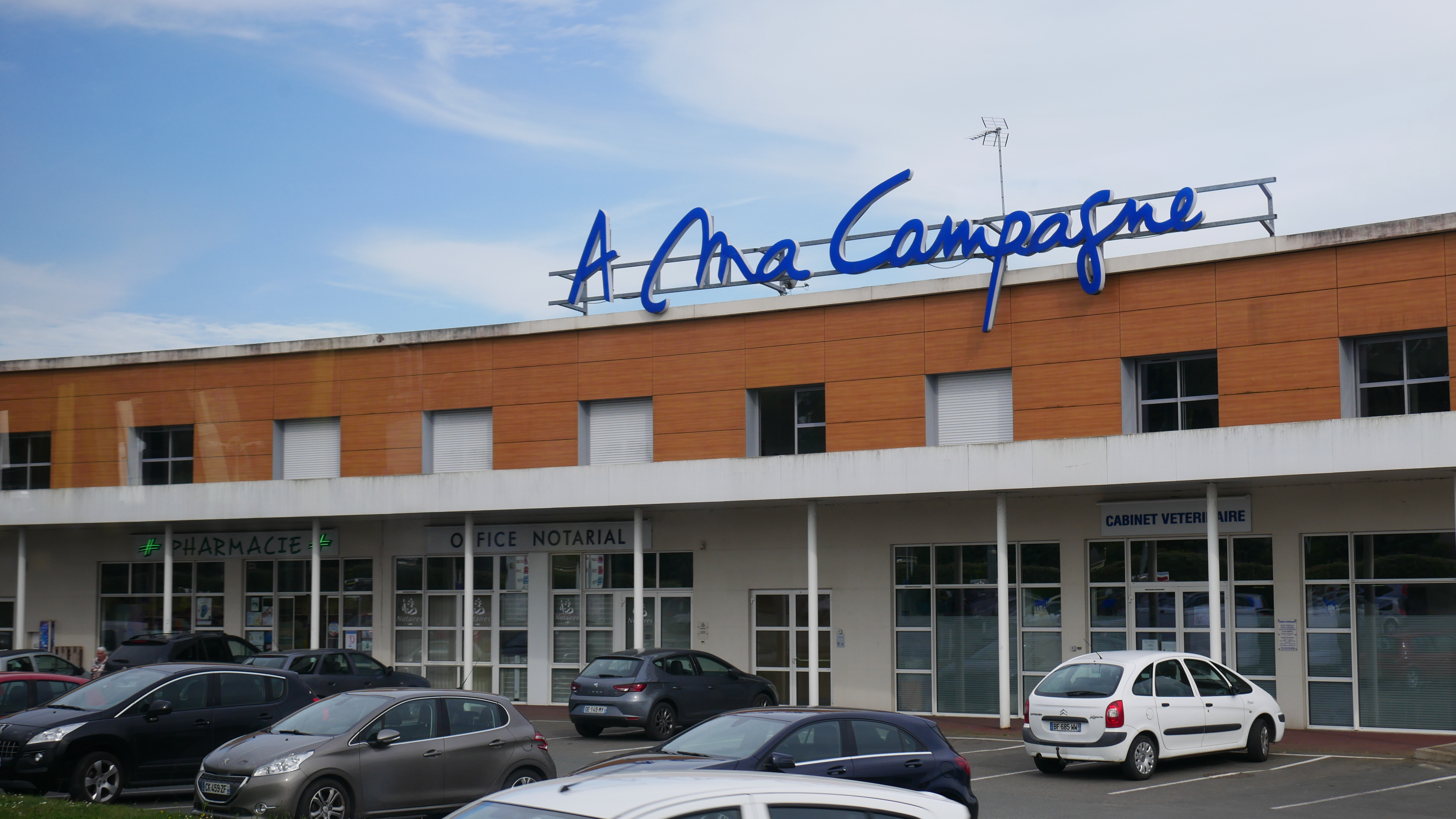
Le centre commercial "A Ma Campagne".

### Revenus de la population et fiscalité
Le revenu fiscal médian par ménage était en 2010 de 15 367 €, pour une moyenne sur le département de 17 632 €.
En 2009, 40 % des foyers fiscaux étaient imposables, pour 51 % sur le département.

### Tissu économique
Sur 201 établissements présents sur la commune à fin 2010, 9 % relevaient du secteur de l'agriculture (pour une moyenne de 17 % sur le département), 6 % du secteur de l'industrie, 10 % du secteur de la construction, 55 % de celui du commerce et des services et 21 % du secteur de l'administration et de la santé.

## Culture locale et patrimoine

Église Notre-Dame de Séronne.

### Lieux et monuments
- L'église Notre-Dame de Séronne, du XIIe siècle, inscrite au titre des Monuments historiques[31].
- Le manoir de la Vérouillère du XIIe siècle.
- Le pont Geoffroy-le-Bel.
- La statue de Robert le Fort.
- La tour de la Motte, vestige du château de la motte, bâti par Robert le Fort.
- La Maison de la rivière, ouverte pendant les vacances d'été[32].

### Personnalités liées à la commune
- Albert Blanchoin (1902-1968), né et décédé sur la commune, journaliste, député chrétien de gauche et résistant.

### Héraldique
|  | Le blason adopté est celui du prieuré St-Pierre de Séronnes. Les lettres S et P signifient Saint Pierre. D'azur à un bâton de prieur d’or fleurdelisé accompagné de deux lettres S et P de même. Blason officiel de la mairie déléguée. |